# 承国寺
承国寺（じょうこくじ）は岐阜県各務原市古市場の大安寺川と木曽川の合流点東岸付近にあった臨済宗の諸山に列せられていた寺院で、山号は南豊山。現在は廃寺となっている。土岐持益菩提寺。
土岐家10代当主、土岐持益が太岳周崇の法嗣、鈍仲全鋭を開山として建立した。正確な創建された年は知られていないが、文献には長禄2年（1458年）に現れていることから1450年頃に建立されたとみられる。文明年間に詩僧の万里集九が近隣に居を構えて承国寺の僧侶と交流があったため、その著書『梅花無尽蔵』に当寺に関する記載が多数みられる。
塔頭としては興禅院、対松院、興雲院、衆善軒や春沢軒などが知られており、住持には南渓全曹、梅心瑞庸や子薦梵鶚などが就いた。承国寺の名は1520年代には記録から消えており、間もなく廃寺となったと考えられている。
土塁の残っていた土地を各務原市が平成8年（1997年）に発掘調査を行い、溝や土坑、柱穴等の遺構や、土師器などの遺物が発見されている。跡地には常国寺紀念堂が建立されている。